# Firma Ilegal
Firma Ilegal je treći studijski album bosanskohercegovačkog sastava Dubioza kolektiv, objavljen 21. ožujka 2008.
Glazba s ovog albuma se može opisati kao mješavina reggaea, duba i bosanskih etno motiva. Za razliku od prethodnih albuma, na ovom su sve pjesme otpjevane na bošnjačkom jeziku. Pjesme s albuma uglavnom progovaraju o trenutačnoj političkoj i društvenoj situaciji, a koja je zajednička za sva društva u tranziciji i kojoj su glavne značajke korupcijski skandali, privatizacijske pljačke i politička oligarhija koja koristi trenutno stanje radi osobnog bogaćenja. Firma Ilegal kroz sve pjesme opisuje situaciju koja je, iako govori o bosanskohercegovačkoj svakodnevici, lako razumljiva i u zemljama u okruženju, dok se sampleovi BiH političara, koji se provlače između pjesama na albumu, mogu vrlo lako zamijeniti izjavama njihovih kolega iz regije, bez da se promijeni smisao poruka. S ovog albuma snimljeni su spotovi za pjesme "Šuti i trpi" i "Svi u štrajk". Na pjesmi "Stav" gostuje Gino Banana, a na pjesmi "Dosta" Frenkie. 

## Popis pjesama
1. "Šuti i trpi" - 2:06
2. "Firma Ilegal" - 3:43
3. "Svi u štrajk" - 2:54
4. "Blam" - 3:05
5. "Oni dolaze" - 4:07
6. "Vlast i policija" - 3:03
7. "Zrak" - 3:01
8. "Stav" (feat. Gino Banana) - 3:40
9. "Dosta" (feat. Frenkie) - 3:20